# Переорки
Пе́реорки — село в Україні, у Стрижавській селищній громаді Вінницького району Вінницької області.

## Географія
Селом протікає річка Периорка, яка у Стрижавці впадає у Південний Буг.
За межами села знаходяться ботанічні пам'ятки природи місцевого значення:
- Горіховий гай;
- Горішина

## Історія
Поблизу Переорок виявлено рештки поселення трипільської культури, городище та кілька курганів скіфського часу й залишки селища черняхівської культури. В урочищі Ленник знайдено скарб з 400 римських монет II—III століть.

## Галерея

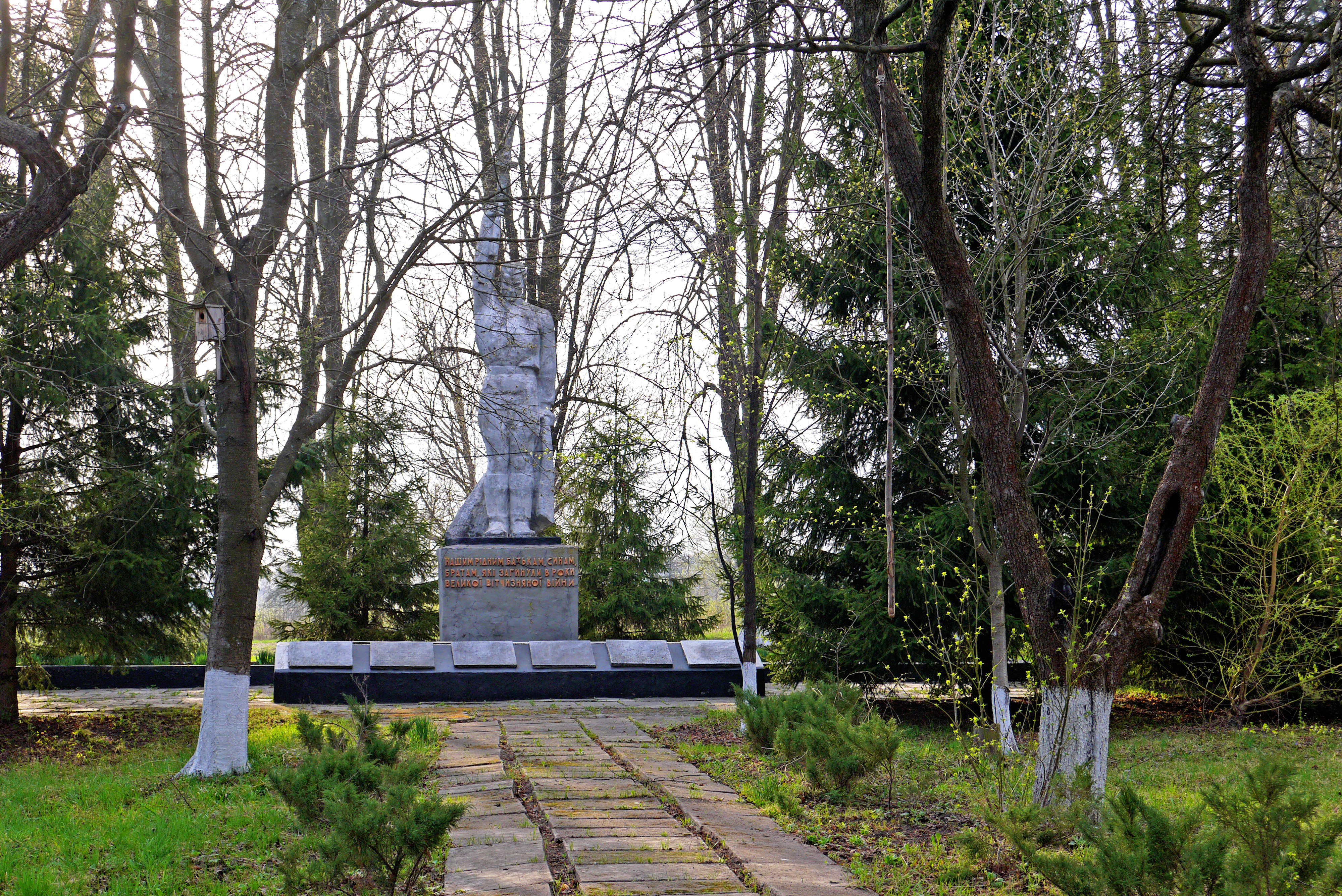
Пам’ятник 74 воїнам–односельчанам, загиблим на фронтах ВВВ, Переорки, у центрі села

## Постаті
- Гриневич Владислав Олександрович (2002—2023) — солдат Збройних сил України, учасник російсько-української війни.
- Андрій Пальчинский (13.12.1984 - 27.01.2025) - старшина Збройних сил України, учасник російсько-української війни.